# THE BOOK (迷你專輯)
《THE BOOK》是日本雙人音樂組合YOASOBI的首張迷你專輯，於2021年1月6日由日本索尼音樂娛樂發行。

## 概要
- 此專輯是YOASOBI成立後所發行之首張CD作品[7]，以限量生產搭配特製活頁冊的方式發行。收錄自2019年至2020年以數位發行的〈向夜晚奔去〉至〈遙〉等6首單曲、以及1首新歌[8][9]。
- 最新的單曲〈怪物〉與本作同時公開，但未收錄於本專輯之中[10]。

## 曲目
1. Epilogue
演奏曲。
2. 安可
以水上下波（日语：水上下波）的小說作品《世界末日與別離之歌》（世界の終わりと、さよならのうた）作為原作，並用於Google Pixel 5電視廣告[11]。
3. 春紫菀（ハルジオン）
以橋爪駿輝（日语：橋爪駿輝）的小說作品《即使如此，Happy End》（それでも、ハッピーエンド）作為原作[12][13][14]。
4. 重現夢境（あの夢をなぞって）
以的網路小說《夢之水滴與星之花》為原作[15][16]。
5. 或許
的網路小說作品《或許》為原作[17]，並作為同名電影主題曲。
6. 群青
以漫畫作品《藍色時期》當中主角追求夢想的情節作為歌詞的參考[18][19]。並搭配Bourbon Alfort巧克力宣傳活動[20]。
7. 遙
YOASOBI所參加電視節目『JUMP UP MELODIES TOP 20』當中，由鈴木收的小説《月王子》為原作[21]。
8. 向夜晚奔去（夜に駆ける）
以星野舞夜（日语：星野舞夜）所創作的網路小說《桑納托斯的誘惑（日语：タナトスの誘惑）》為原作[22]，是在2019年12月發行的首張單曲。並於2020年12月31日以此曲參加NHK紅白歌合戰首次的電視表演[23][24]。
9. Prologue
演奏曲。

## 參加成員

### YOASOBI
- Ayase：作詞、作曲、編曲
- ikura：主唱

### Additional Musician
- Rockwell：Guitar Solo (#4)、Guitar (#5)
- AssH：Guitar (#6)
- Takeruru：Guitar (#8)
- Plusonica（日语：ぷらそにか）（ikura所屬的創作團體）：合唱、和聲 (#6)